# Harold, the Nurse Girl
Harold, the Nurse Girl è un cortometraggio muto del 1916 diretto da Frank Currier.

## Produzione
Il film fu prodotto dalla Vitagraph Company of America.

## Distribuzione
Distribuito dalla General Film Company, il film - un cortometraggio in una bobina - uscì nelle sale cinematografiche statunitensi il 16 giugno 1916.